# Mariana Álvarez Bollo Carretero
Mariana Álvarez Bollo Carretero (Zamora, 6 de marzo de 1866 - Madrid, 1946[cita requerida]) fue una pedagoga y escritora española reconocida principalmente por su labor en el ámbito educativo y su contribución al desarrollo de la pedagogía y la economía doméstica en España a finales del siglo XIX e inicios del XX. Su obra más conocida, Resumen del catecismo de higiene y economía doméstica de D.A.A.C., fue utilizada ampliamente en las Escuelas Normales de Maestras, contribuyendo a la difusión de conceptos de higiene y cuidado doméstico en el ámbito escolar. Álvarez Bollo fue también pionera en la enseñanza de niñas en Burgos, promoviendo prácticas pedagógicas adaptadas a los estándares de higiene de la época.

## Biografía
Mariana Álvarez Bollo Carretero nació en Zamora el 6 de marzo de 1866. Existen pocos datos sobre su infancia y formación, pero su carrera y obra muestran una sólida educación en pedagogía y un compromiso por mejorar las condiciones educativas de su tiempo. Álvarez Bollo desarrolló la mayor parte de su labor profesional en Burgos, ciudad en la que residió durante varias décadas.

## Trayectoria profesional
Álvarez Bollo inició su carrera como docente en diversas escuelas municipales de Burgos. Destacó especialmente por su trabajo en la educación de niñas, en un contexto donde la enseñanza de la mujer aún estaba en desarrollo y su acceso al conocimiento y la formación formal eran limitados. Fue la primera maestra de niñas en las escuelas municipales de Burgos, labor que desempeñó en centros como la escuela de Calera y la de la calle de la Moneda, antes de trasladarse a la escuela de Sanz Pastor.
La escuela de Sanz Pastor, que sigue funcionando hoy en día bajo el nombre de CEPA Victoriano Cremer, fue construida siguiendo las normas de higiene que comenzaban a adoptarse en las instituciones educativas. Su inauguración, el 2 de septiembre de 1894, marcó un cambio en los estándares educativos de la época. Mariana Álvarez Bollo formaba parte del personal docente desde su apertura, tras haber trabajado varios años en la escuela de la calle de la Moneda. En 1917, Álvarez Bollo continuaba ejerciendo como maestra en la escuela de Sanz Pastor, lugar donde probablemente concluyó su carrera docente.

## Obra

### Resumen del catecismo de higiene y economía doméstica de D.A.A.C.
Su primera obra publicada, Resumen del catecismo de higiene y economía doméstica de D.A.A.C., fue editada en Burgos por la Imprenta y Librería de S. Rodríguez Alonso en 1890. Este manual tuvo un notable éxito desde su publicación, al punto de que fue declarado texto obligatorio en todas las Escuelas Normales de Maestras en España, instituciones encargadas de la formación docente femenina.
El manual abordaba temas de higiene, economía doméstica y cuidados personales, fundamentales para la formación de las futuras maestras que, a su vez, transmitirían estos conocimientos a sus alumnas. Las siglas D.A.A.C. en el título corresponden a su padre, quien colaboró en la creación del texto. Mariana Álvarez Bollo adaptó y resumió esta obra para su aplicación en las aulas, proporcionando un recurso pedagógico accesible y práctico para las jóvenes de la época. La obra tuvo múltiples reediciones, alcanzando su séptima edición en 1906.

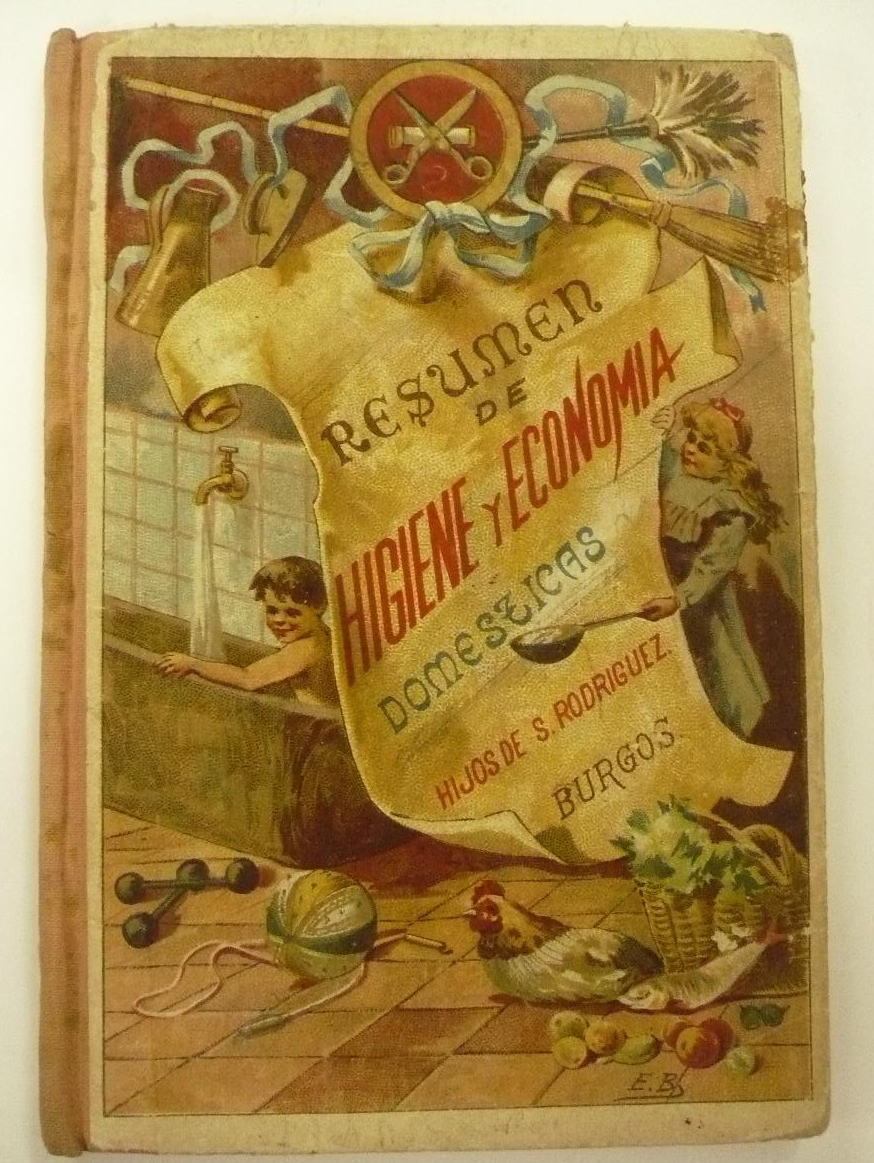
Portada de Resumen de higiene y economía doméstica

### Dos primos célebres
En 1907, Álvarez Bollo incursionó en la creación literaria con la publicación de Dos primos célebres, una leyenda histórica publicada en Burgos por Hijos de Santiago Rodríguez. La obra, aunque no alcanzó la repercusión de su manual pedagógico, representa una faceta distinta de su escritura, orientada a la creación literaria y la narrativa histórica.

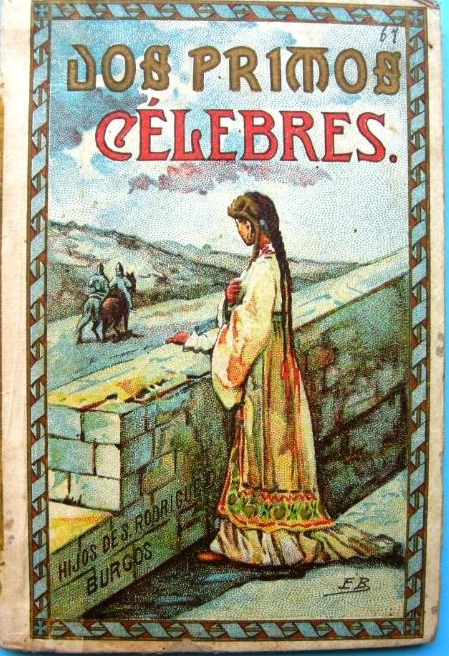
Portada de la edición de 1907 de Dos primos célebres

## Legado
Mariana Álvarez Bollo Carretero es recordada como una pionera en la introducción de la higiene y la economía doméstica en el currículo escolar, abriendo camino para que estos temas fueran considerados parte esencial de la formación de las mujeres en España. Su Resumen del catecismo de higiene y economía doméstica de D.A.A.C. contribuyó a que miles de estudiantes y docentes adoptaran prácticas de higiene y economía en sus hogares, influyendo en el rol de la mujer en el ámbito doméstico y educativo.
A pesar de su impacto, la figura de Álvarez Bollo permanece en gran parte olvidada, con escasos registros biográficos, lo que limita el conocimiento sobre su vida personal y otros aspectos de su trayectoria. Sin embargo, su obra y contribución pedagógica la sitúan entre las mujeres relevantes en la historia de la educación en España.

## Fallecimiento
Mariana Álvarez Bollo falleció en Madrid en 1946, tras una vida dedicada a la enseñanza y al mejoramiento de las condiciones educativas y sanitarias en el ámbito escolar español.[cita requerida]